# Схід сонця в Кампобелло (фільм)
«Схід сонця в Кампобелло» (англ. Sunrise at Campobello) — біографічний фільм про президента США Франкліна Делано Рузвельта, заснований на подіях серпня 1921 року, коли Рузвельт у віці 39 років був паралізований. Заснований на однойменній бродвейській постановці Вінсента Донех'ю. Спродюсований у співпраці із сім'єю Рузвельта.

## У ролях
- Ральф Белламі — Франклін Делано Рузвельт
- Грір Гарсон — Елеонора Рузвельт
- Енн Шоумейкер — Сара Рузвельт
- Хьюм Кронін — Луїс Хоу
- Френк Фергюсон — доктор Беннетт
- Лайл Телбот — містер Бріммер

## Нагороди
Грір Гарсон була номінована і отримала «Золотий глобус» за найкращу жіночу роль.
Фільм був номінований на Оскар у 4 номінаціях та в жодній не взяв приз.
- Найкраща Актриса: Грір Гарсон
- За найкращу постановку: Art Direction: Edward Carrere; Set Decoration: George James Hopkins
- Найкращий дизайн костюмів: Marjorie Best
- Найкращий звук: Warner Bros. Studio Sound Department, George Groves, Sound Director